# Eudaimonia (album)
Eudaimonia è un album in studio collaborativo del rapper polacco Mezo, della cantante Kasia Wilk e del produttore musicale Tabb, pubblicato il 16 ottobre 2006 su etichetta discografica My Music e distribuito dalla Universal Music Polska.

## Tracce
1. Eudaimonia – 3:51
2. Sacrum – 4:13
3. Wstawaj (feat. Mietek Szcześniak) – 3:36
4. Upojenie i ukojenie – 4:07
5. Nieśmiertelność – 3:43
6. Nieważne – 3:33
7. Entuzjasta – 3:34
8. T.I.N.A. (There Is No Alternative) – 4:49
9. Spirala nienawiści – 4:35
10. Tabula rasa – 4:03
11. Byłaś serca biciem (feat. Liber) – 3:26
12. Koniec nas – 3:52
13. Rejs (szósty) – 4:04
14. Mamy siebie – 3:50
15. Nic więcej – 4:32
16. Czerwiec (feat. Owal) – 3:27

## Classifiche
| Classifica (2006) | Posizione massima |
| ----------------- | ----------------- |
| Polonia           | 17                |